# Драгомир Милошевић
Драгомир Милошевић (Мургаш код Уба, 4. фебруар 1942) је генерал у пензији Војске Републике Српске.

## Биографија
Милошевић је био официр Југословенске народне армије до 1992. године. Након проглашења независности Босне и Херцеговине и делимичног повлачења ЈНА из ње, маја 1992, Милошевићева јединица постаје Сарајевско-романијски корпус који од тада припада Војсци Републике Српске. Око 10. августа 1994, Милошевић преузима команду над тим корпусом који броји 10 бригада са око 18.000 војника од Станислава Галића и остаје на том положају до краја рата, новембра 1995.
За време опсаде Сарајева, Сарајевско-романијски корпус бомбардовао је град и дејствовао снајперима по њему, услед чега је изгинуло више хиљада цивила. Под Милошевићевом командом, град је гранатиран, цивили су убијани снајпером, а за бомбардовање су коришћене и измењене авионске бомбе.

## Суђење
Међународни кривични суд је подигао оптужницу против Драгомира Милошевића 24. априла 1998. Оптужница је проширена 1999. и 2006. године и садржала је седам тачака:
1. тероризам, кршење закона и обичаја ратовања;
2. убиство, злочин против човечности;
3. нехумана дела, злочин против човечности;
4. незаконити напад на цивиле, кршење закона и обичаја ратовања;
5. убиство, злочин против човечности;
6. нехумана дела, злочин против човечности;
7. незаконити напад на цивиле, кршење закона и обичаја ратовања.

Милошевић се скривао до 3. децембра 2004, када се предао властима Србије које су га истог дана предале Међународном суду. Четири дана касније, у свом првом појављивању пред судом, Милошевић се изјаснио да није крив ни по једној тачки оптужнице.
Суђење, којим је председавао судија Патрик Робинсон, почело је 11. јануара 2007, а завршне речи су изнесене 9. и 10. октобра. Пресудом изреченом 12. децембра 2007, одбачене су тачке 4 и 7, а Милошевић је за осталих пет тачака оптужнице осуђен на 33 године затвора.
Жалбено веће Хашког трибунала је 12. новембра 2009. поништило првостепену пресуду Милошевићу и одлучило да се он ослобађа кривице за три инцидента која су се у Сарајеву догодила у његовом одсуству: планирање и наређивање гранатирања зграде Витас 22. августа 1995, напад на пијацу Маркале 28. августа 1995, те планирање и наређивање напада на Бувљу пијацу на Башчаршији 22. децембра 1994. У складу са овиме Милошевићева казна је смањена са 33 на 29 године затвора. Тужилаштво је захтевало да се казна продужи на доживотни затвор, док је одбрана захтевала ослобађање од кривице или значајно умањење казне.